# 日立システムズネットワークス
株式会社日立システムズネットワークス（英: Hitachi Systems Networks, Ltd.）は、かつて存在した日立グループの一社で、ネットワークインフラを保有するネットワークインテグレーター。東京都品川区に本社を置き、金融・公共・社会・産業・流通・防災・医療・介護といった幅広い分野に対してインフラシステムの提案を行っていた。

## 沿革
- 1965年（昭和40年） 12月 - 株式会社日立製作所の全額出資により、芝通信工業株式会社として会社設立
- 1999年（平成11年） 10月 - 日立インフォネット株式会社に商号変更
- 2007年（平成19年） 8月 - 日立コミュニケーションネットワークス株式会社に商号変更
- 2014年（平成26年） 4月 - 株式会社日立システムズネットワークスに商号変更[3]
- 2021年（令和03年） 4月 - 株式会社日立システムズフィールドサービスに吸収合併され解散